# بيبوت أتامكولوف
بيبوت باكيروفيتش أتامكولوف (الروسية: Бейбіт Бәкірұлы Атамқұлов ، من مواليد 19 مايو 1964) تتمتع بيبوت أتامكولوف بخلفية اقتصادية ومالية. في السابق ، كان أتامكولوف رئيسًا لوزارة الدفاع وصناعة الطيران في كازاخستان.